# Томас Едуард Боудич
Томас Едуард Боудич (на английски: Thomas Edward Bowdich) е английски пътешественик-изследовател и писател. Той донася в Европа първите сведения за държавата на ашанти и допринася за утвърждаването на британската колония Златен бряг (днес Гана).

## Биография
Роден е на 20 юни 1791 година в Бристол, Великобритания, където получава и първоначалното си образование. През 1814 година е назначен на служба в колонията Златен бряг, където губернатор е негов чичо, и заминава за Кейп Коуст. През 1817 година е изпратен на дипломатическа мисия в Кумаси при владетеля на Ашанти, като успява да утвърди британското влияние в крайбрежните райони.
На следващата година Боудич се завръща в Англия и през 1819 година публикува книга за мисията си в Кумаси – „Мисия от замъка на Кейп Коуст до Ашанти и т.н.“ („Mission from Cape Coast Castle to Ashantee, &c.“). Той публично критикува Африканската компания, управляваща по това време Златния бряг, и допринася за поставянето на колонията под прекия контрол на британското правителство.
От 1820 до 1822 година Боудич живее в Париж, където изучава математика и естествени науки и контактува с известни учени като Жорж Кювие и Александър фон Хумболт. През този период той редактира няколко книги за Африка и прави научни публикации. През 1822 година пътува със съпругата си до Лисабон, в резултат на което две години по-късно е издадена „Описание на откритията на португалците в Ангола и Мозамбик“ („An Account of the Discoveries of the Portuguese in... Angola and Mozambique“). След няколко месеца, прекарани в Мадейра и Кабо Верде, през 1823 година Бодуич и съпругата му пристигат в Батърст (днес Банджул), британска колония в устието на река Гамбия, където има намерение да проведе геодезически проучвания.
Умира от малария на 10 януари 1824 година в Батърст на 32-годишна възраст.